# Autorretrato com a Orelha Cortada
Autorretrato com a Orelha Enfaixada ou Autorretrato com a Orelha Cortada é uma obra feita a partir da técnica de óleo sobre tela, por Vincent Van Gogh, em um autorretrato, como o título da pintura sugere.
Em 23 de dezembro de 1888, antevéspera de Natal, Gauguin e Vincent tiveram uma discussão. O primeiro passou a noite em um hotel, enquanto o segundo, que é o retratado em questão, cortou um pedaço do lóbulo da própria orelha esquerda. Para fazer os dois autorretratos depois desse evento, posicionou-se em frente a um espelho, o que dá a impressão de ele ter cortado a orelha direita. O pedaço do membro arrancado ele embrulhou em um lenço e o levou para uma prostituta de Arles - Rachel, com quem ele mantinha relações sexuais e que conhecia Gauguin - com um bilhete que dizia: "Guarde com cuidado".
Após sair do hospital, em 6 de janeiro de 1889, o pintor elaborou este autorretrato. Ao fundo, à direita, pode-se enxergar um quadro com japonesas à frente do Monte Fuji e a parte superior de um cavalete com uma tela em branco à esquerda. A inscrição que acompanha a obra no museu em que está exposto, o Instituto Courtauld de Arte, diz que a justaposição de imagens pode sugerir a perda de poder criativo e artístico do pintor. Supõe ainda que Van Gogh tenha recebido influência da pintura japonesa, por ostentar uma obra daquele país em sua casa e retratá-la em um quadro dele. 
A expressão facial do artista e até mesmo a falta de barba no rosto dele são pontos diferentes a serem considerados nessa obra. As feições modificadas, que trazem ossos saltados, podem ser um indicativo do estado físico e do estado mental de Gogh, já muito desgastados naquele momento. Os olhos, no autorretrato, não estão direcionados para o espelho ou para o observador, quase inexpressivos. A escolha de cores para a composição do quadro é diferente dos tons vivos e contrastantes que ele usava antes da discussão com Gauguin, sendo que, nesse caso, o artista destaca o verde e o amarelo em todos os elementos da obra, sem criar contrastes muito bem definidos.
O Autorretrato com a orelha cortada é uma representação da subjetividade de Van Gogh, que, naquele momento, já tinha a saúde mental debilitada, e o contexto no qual ele vivia. O pintor era tido como "maldito", por conta das internações psiquiátricas pelas quais passou e também por conta da automutilação, representada no quadro. A autoimagem do artista, no entanto, destacava essas características, como se Van Gogh tivesse consciência desse estado no qual se encontrava. Nesse sentido, a categorização como "louco" não poderia ser aplicada ao pintor.
Van Gogh pintou trinta e cinco autorretratos entre os anos 1886 e 1889.